# Saison 2013 de l'équipe cycliste Sky
La saison 2013 de l'équipe cycliste Sky est la quatrième de cette équipe.

## Préparation de la saison 2013

### Sponsors et financement de l'équipe
Depuis sa création en 2010, l'équipe porte le nom de son principal sponsor, BSkyB. En juin 2013, la direction de l'équipe Sky annonce avoir signé un partenariat « de long terme » avec 21st Century Fox, nouveau groupe de médias issu de la scission de News Corporation, et dirigée par Rupert Murdoch. Ce nouveau partenariat se manifeste par l'apparition du logo de l'entreprise sur les équipements des coureurs à partir du Tour de France 2013,. Le budget de l'équipe Sky pour cette saison est d'environ 15 millions d'euros.
Pinarello est le fournisseur de cycles de l'équipe Sky. Le contrat les liant est prolongé jusqu'en 2016 au cours de cette année 2013. Rapha (en) devient en 2013 le fournisseur de vêtements.

### Arrivées et départs
| Arrivées               | Équipe 2012             |
| ---------------------- | ----------------------- |
| Ian Boswell            | Bontrager Livestrong    |
| Dario Cataldo          | Omega Pharma-Quick Step |
| Joe Dombrowski         | Bontrager Livestrong    |
| Joshua Edmondson       | Colpack                 |
| Vasil Kiryienka        | Movistar                |
| David López García     | Movistar                |
| Gabriel Rasch          | FDJ-BigMat              |
| Jonathan Tiernan-Locke | Endura Racing           |

| Départs              | Équipe 2013                            |
| -------------------- | -------------------------------------- |
| Davide Appollonio    | AG2R La Mondiale                       |
| Michael Barry        | Suspension                             |
| Mark Cavendish       | Omega Pharma-Quick Step                |
| Alex Dowsett         | Movistar                               |
| Juan Antonio Flecha  | Vacansoleil-DCM                        |
| Jeremy Hunt          | Directeur sportif Synergy Baku Project |
| Thomas Lövkvist      | IAM                                    |
| Lars Petter Nordhaug | Blanco                                 |
| Michael Rogers       | Saxo-Tinkoff                           |

## Coureurs et encadrement technique

### Effectif
| Cycliste               | Date de naissance | Nationalité | Équipe 2012             |
| ---------------------- | ----------------- | ----------- | ----------------------- |
| Edvald Boasson Hagen   | 17 mai 1987       | Norvège     | Sky                     |
| Ian Boswell            | 7 février 1991    | États-Unis  | Bontrager Livestrong    |
| Dario Cataldo          | 17 mars 1985      | Italie      | Omega Pharma-Quick Step |
| Joe Dombrowski         | 12 mai 1991       | États-Unis  | Bontrager Livestrong    |
| Joshua Edmondson       | 6 juillet 1992    | Royaume-Uni | Colpack                 |
| Bernhard Eisel         | 17 février 1981   | Autriche    | Sky                     |
| Christopher Froome     | 20 mai 1985       | Royaume-Uni | Sky                     |
| Mathew Hayman          | 20 avril 1978     | Australie   | Sky                     |
| Sergio Henao           | 10 décembre 1987  | Colombie    | Sky                     |
| Peter Kennaugh         | 15 juin 1989      | Royaume-Uni | Sky                     |
| Vasil Kiryienka        | 28 juin 1981      | Biélorussie | Movistar                |
| Christian Knees        | 5 mars 1981       | Allemagne   | Sky                     |
| David López García     | 13 mai 1981       | Espagne     | Movistar                |
| Danny Pate             | 24 mars 1979      | États-Unis  | Sky                     |
| Richie Porte           | 30 janvier 1985   | Australie   | Sky                     |
| Salvatore Puccio       | 31 août 1989      | Italie      | Sky                     |
| Gabriel Rasch          | 8 avril 1976      | Norvège     | FDJ-BigMat              |
| Luke Rowe              | 10 mars 1990      | Royaume-Uni | Sky                     |
| Kanstantsin Siutsou    | 9 août 1982       | Biélorussie | Sky                     |
| Ian Stannard           | 25 mai 1987       | Royaume-Uni | Sky                     |
| Christopher Sutton     | 10 septembre 1984 | Australie   | Sky                     |
| Ben Swift              | 5 novembre 1987   | Royaume-Uni | Sky                     |
| Geraint Thomas         | 25 mai 1986       | Royaume-Uni | Sky                     |
| Jonathan Tiernan-Locke | 26 décembre 1984  | Royaume-Uni | Endura Racing           |
| Rigoberto Urán         | 26 janvier 1987   | Colombie    | Sky                     |
| Bradley Wiggins        | 28 avril 1980     | Royaume-Uni | Sky                     |
| Xabier Zandio          | 17 mars 1977      | Espagne     | Sky                     |

## Bilan de la saison

### Victoires
| Date       | Course                                         | Pays        | Classe | Vainqueur            |
| ---------- | ---------------------------------------------- | ----------- | ------ | -------------------- |
| 23/01/2013 | 2e étape du Tour Down Under                    | Australie   | WT     | Geraint Thomas       |
| 15/02/2013 | 5e étape du Tour d'Oman                        | Oman        | 2.HC   | Christopher Froome   |
| 16/02/2013 | Classement général du Tour d'Oman              | Oman        | 2.HC   | Christopher Froome   |
| 16/02/2013 | 3e étape du Tour de l'Algarve                  | Portugal    | 2.1    | Sergio Henao         |
| 08/03/2013 | 5e étape de Paris-Nice                         | France      | WT     | Richie Porte         |
| 09/03/2013 | 4e étape de Tirreno-Adriatico                  | Italie      | WT     | Christopher Froome   |
| 10/03/2013 | 7e étape de Paris-Nice                         | France      | WT     | Richie Porte         |
| 10/03/2013 | Classement général de Paris-Nice               | France      | WT     | Richie Porte         |
| 23/03/2013 | 2e étape du Critérium international            | France      | 2.HC   | Richie Porte         |
| 24/03/2013 | 3e étape du Critérium international            | France      | 2.HC   | Christopher Froome   |
| 24/03/2013 | Classement général du Critérium international  | France      | 2.HC   | Christopher Froome   |
| 03/04/2013 | 3e étape du Tour du Pays basque                | Espagne     | WT     | Sergio Henao         |
| 05/04/2013 | 5e étape du Tour du Pays basque                | Espagne     | WT     | Richie Porte         |
| 16/04/2013 | 1reb étape du Tour du Trentin                  | Italie      | 2.HC   | Sky                  |
| 17/04/2013 | 2e étape du Tour du Trentin                    | Italie      | 2.HC   | Kanstantsin Siutsou  |
| 23/04/2013 | Prologue du Tour de Romandie                   | Suisse      | WT     | Christopher Froome   |
| 28/04/2013 | Classement général du Tour de Romandie         | Suisse      | WT     | Christopher Froome   |
| 05/05/2013 | 2e étape du Tour d'Italie                      | Italie      | WT     | Sky                  |
| 14/05/2013 | 10e étape du Tour d'Italie                     | Italie      | WT     | Rigoberto Urán       |
| 18/05/2013 | 4e étape du Tour de Norvège                    | Norvège     | 2.1    | Edvald Boasson Hagen |
| 19/05/2013 | Classement général du Tour de Norvège          | Norvège     | 2.1    | Edvald Boasson Hagen |
| 04/06/2013 | 3e étape du Critérium du Dauphiné              | France      | WT     | Edvald Boasson Hagen |
| 06/06/2013 | 5e étape du Critérium du Dauphiné              | France      | WT     | Christopher Froome   |
| 09/06/2013 | Classement général du Critérium du Dauphiné    | France      | WT     | Christopher Froome   |
| 20/06/2013 | Championnat de Norvège du contre-la-montre     | Norvège     | CN     | Edvald Boasson Hagen |
| 21/06/2013 | Championnat de Biélorussie du contre-la-montre | Biélorussie | CN     | Kanstantsin Siutsou  |
| 06/07/2013 | 8e étape du Tour de France                     | France      | WT     | Christopher Froome   |
| 14/07/2013 | 15e étape du Tour de France                    | France      | WT     | Christopher Froome   |
| 17/07/2013 | 17e étape du Tour de France                    | France      | WT     | Christopher Froome   |
| 21/07/2013 | Classement général du Tour de France           | France      | WT     | Christopher Froome   |
| 03/08/2013 | 7e étape du Tour de Pologne                    | Pologne     | WT     | Bradley Wiggins      |
| 17/08/2013 | 6e étape de l'Eneco Tour                       | Belgique    | WT     | David López García   |
| 12/09/2013 | 18e étape du Tour d'Espagne                    | Espagne     | WT     | Vasil Kiryienka      |
| 17/09/2013 | 3e étape du Tour de Grande-Bretagne            | Royaume-Uni | 2.1    | Bradley Wiggins      |
| 22/09/2013 | Classement général du Tour de Grande-Bretagne  | Royaume-Uni | 2.1    | Bradley Wiggins      |

### Résultats sur les courses majeures
Les tableaux suivants représentent les résultats de l'équipe dans les principales courses du calendrier international (les cinq classiques majeures et les trois grands tours). Pour chaque épreuve est indiqué le meilleur coureur de l'équipe, son classement ainsi que les accessits glanés par Sky sur les courses de trois semaines.

#### Classiques
| Classique            | Milan-San Remo    | Tour des Flandres          | Paris-Roubaix        | Liège-Bastogne-Liège | Tour de Lombardie   |
| -------------------- | ----------------- | -------------------------- | -------------------- | -------------------- | ------------------- |
| Coureur (classement) | Ian Stannard (6e) | Edvald Boasson Hagen (17e) | Bernhard Eisel (12e) | Sergio Henao (16e)   | Dario Cataldo (22e) |

#### Grands tours
| Grand tour           | Tour d'Italie                                                                                             | Tour de France                                                  | Tour d'Espagne                       |
| -------------------- | --- | --------------------------------------------------------------- | ------------------------------------ |
| Coureur (classement) | Rigoberto Urán (2e)                                                                                       | Christopher Froome (1er)                                        | Rigoberto Urán (27e)                 |
| Accessits            | 2 victoires d'étapes (contre-la-montre par équipes et Rigoberto Urán) et classement par équipes aux temps | 3 victoires d'étapes et classement général (Christopher Froome) | 1 victoire d'étape (Vasil Kiryienka) |

### Classement UCI
L'équipe Sky termine à la deuxième place du World Tour avec 1 561 points. Ce total est obtenu par l'addition des 140 points amenés par la 3e place du championnat du monde du contre-la-montre par équipes et des points des cinq meilleurs coureurs de l'équipe au classement individuel que sont Christopher Froome, 2e avec 587 points, Richie Porte, 10e avec 327 points, Sergio Henao, 19e avec 227 points, Rigoberto Urán, 27e avec 163 points, et Geraint Thomas, 43e avec 117 points,.
| Rang | Coureur              | Points |
| ---- | -------------------- | ------ |
| 2    | Christopher Froome   | 587    |
| 10   | Richie Porte         | 327    |
| 19   | Sergio Henao         | 227    |
| 27   | Rigoberto Urán       | 163    |
| 43   | Geraint Thomas       | 117    |
| 62   | David López García   | 83     |
| 72   | Bradley Wiggins      | 66     |
| 88   | Edvald Boasson Hagen | 45     |
| 90   | Ian Stannard         | 44     |
| 127  | Bernhard Eisel       | 18     |
| 133  | Vasil Kiryienka      | 16     |
| 175  | Mathew Hayman        | 4      |
| 199  | Salvatore Puccio     | 2      |
| 210  | Dario Cataldo        | 1      |
| 221  | Xabier Zandio        | 1      |